# 소클

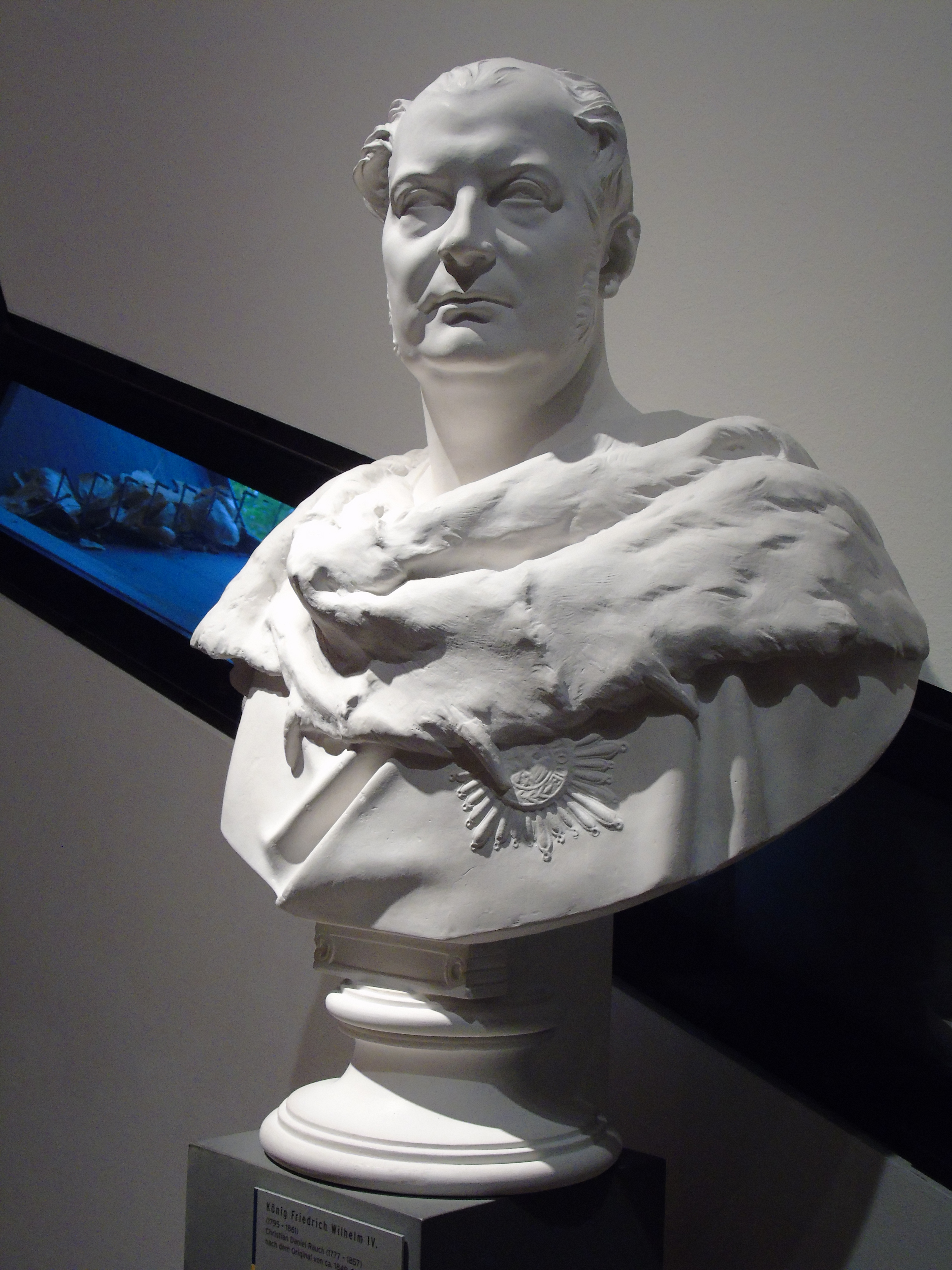
크리스티안 다니엘 라우흐가 1840년경 제작한 프리드리히 빌헬름 4세의 흉상 아래에 둥근 소클이 받치고 있다.

소클(Socle)은 받침대, 조각품 또는 기둥을 지지하는 데 사용되는 짧은 주추(플린스)이다. 영어권에서 소클은 비교적 작은 조각품의 받침대(베이스)를 지칭할 때 주로 사용되며 더 큰 조각품에는 플린스 또는 페데스탈을 사용하는 것이 더욱 알맞다. 하지만 프랑스어에서는 꼭 그렇지는 않다.
고고학 분야에서 이 용어는 종종 돌로 된 벽의 윗부분을 지지하는 벽 받침대를 말하며, 다른 재료, 흔히 진흙 벽돌로 만들어진 벽의 윗부분을 지지하는 경우가 많다. 이는 고대 그리스의 전형적인 건축 관행이었으며, 올린투스에서와 같이 석조로 지어진 아래층 벽에만 고대 건축물의 평면도가 보존되는 경우가 많았다. 매우 초기의 예로 펠로폰네소스반도의 레르네에 있는 돌로 된 주춧돌 위에 진흙 벽돌로 지어진 2층짜리 요새화된 타일의 집이 있는데, 바닥에는 나무와 점토를 많이 사용하고 벽에는 스투코를 사용하여 장식했다. 이는 4천 년 전인 초기 헬라딕 연대기로 거슬러 올라간다.

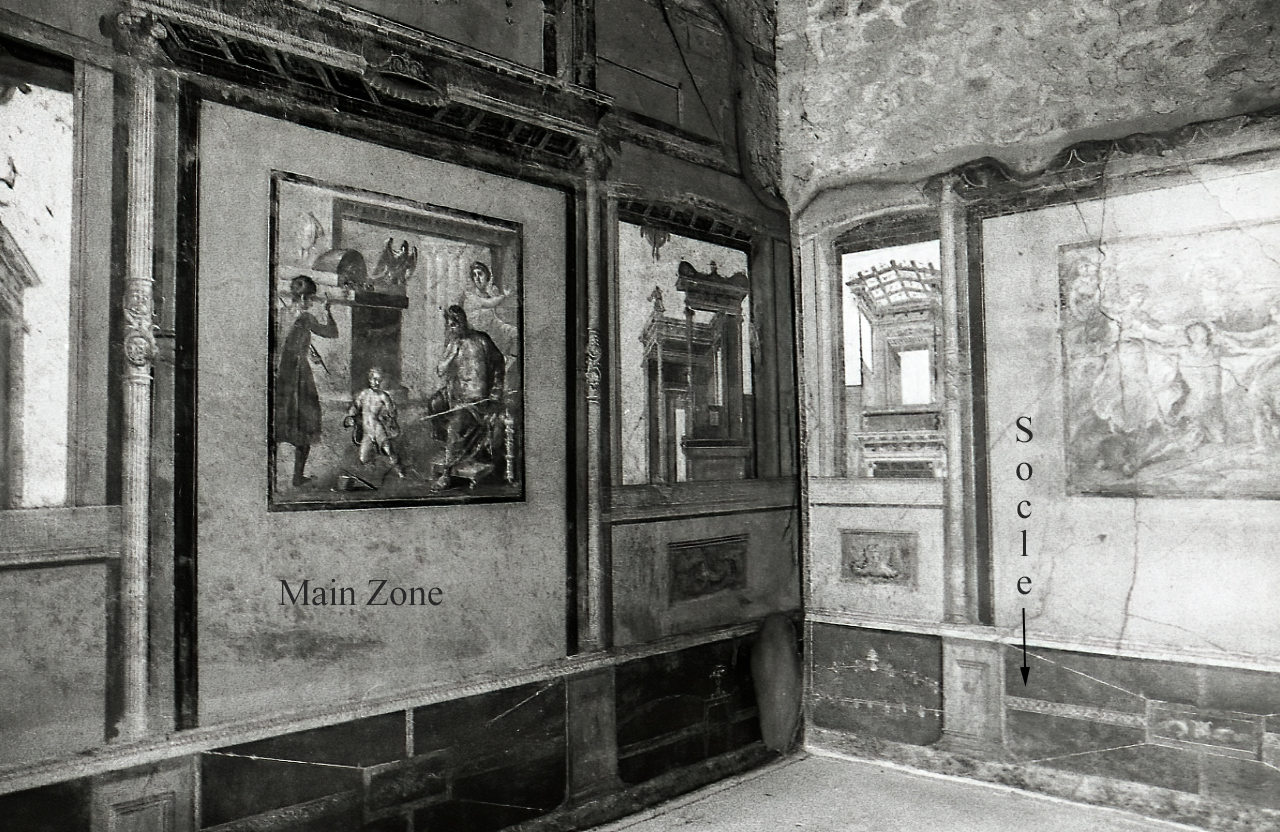
폼페이의 베티의 집 내부

폼페이의 내부 회화 스타일에서 소클은 네 가지 스타일 시대 모두에서 벽화의 가장 낮은 구역을 지칭한다.